# 張梁 (東吳)
張梁，河南郡人，漢末三國孫吳武將。

## 生平
起初擔任孫皎屬下，先後與同僚劉靖、李允、吳碩、閭舉等人被上司孫皎和孫奐兄弟厚待。
黃武五年（226年），和吳碩擔任孫奐前鋒進軍曹魏江夏太守文聘所領的石陽縣，並攻降高城及俘虜三員魏國將領。孫權從石陽撤軍後想從武昌回歸建鄴，途中水路兩千里，也擔心回歸時武昌會被侵攻，在議論時有很多不同的意見都不被認同，唯有張梁當時以小將的身份越席上前建議，這時才被孫權採納，並在之後增加張梁的封秩。日後張梁以功勳被擢升為沔中督。
孫奐死後，於嘉禾三年（234年）在陸遜指揮下出兵襄陽，並和周峻等人出兵江夏新市、安陸、石陽，並殺捕千餘人，然而裴松之在《三國志》增註時質疑該史實和陸遜當時的用兵道德觀。此後沒張梁事載。

## 引據
- 《三國志》
- 《續後漢書》（蕭常著）